# テオドール・ライエ
カール・テオドール・ライエ（独: Karl Theodor Reye、1838年6月20日 - 1919年7月2日
）は、ドイツの数学者。幾何学、とりわけ射影幾何学と総合幾何学に貢献した。1876年に出版した  Geometrie der Lage の第二版にて点と直線の配置の概念を導入した。1882年に発見した配置は、彼に因んでReye configurationと呼ばれる。
アポロニウスの問題を3次元に拡張した、4つの球面に接する球の問題を、斬新な方法によって解決した。

## 経歴
ヨハネウム学院に通った。その後、ハノーファーの工科大学、チューリッヒ工科大学で学んだ。1861年、ゲッティンゲン大学にてPh.D.を獲得した。博士論文は、Die mechanische Wärme-Theorie und das Spannungsgesetz der Gase（熱の力学的理論と気体のポテンシャル法則）。
1872年、シュトラースブルクの大学の教授に任命された。このころの論文に今日ライエ–アーチャード–フルシチョフの摩擦法則として知られる法則の基礎を築いたものがある。
1887年、ゲッティンゲン科学アカデミー準会員に選出された。

## 数学
ライエは円錐曲線、二次曲面、射影幾何学の分野で功績を残した。
射影平面の束と球面上の束の線型多様体に関するライエの作品は、コルラド・セグレの多様体の作品に影響を及ぼした。エンリケス曲面の初の具体例であるライエ合同（Reye congruences）を導入した。 